# Mycosphaerella tulipifera
Mycosphaerella tulipifera är en svampart som först beskrevs av Ludwig David von Schweinitz, och fick sitt nu gällande namn av B.B. Higgins 1936. Mycosphaerella tulipifera ingår i släktet Mycosphaerella och familjen Mycosphaerellaceae.   Inga underarter finns listade i Catalogue of Life.